# Rado Pušenjak
Rado Pušenjak, slovenski politik, * 7. marec 1907, Ljutomer, † 30. marec 1983.